# Corin Tucker
Corin Tucker, née le 9 novembre 1972, est une guitariste et chanteuse américaine principalement connue en tant que membre fondatrice du groupe Sleater-Kinney.

## Enfance et jeunesse
Née à Eugene (Oregon), Corin Tucker grandit à Grand Forks dans l'État du Dakota du Nord où son père enseigne à l'université du Dakota du Nord. Ses deux parents sont passionnés de musique. Au début des années 1990 elle intègre The Evergreen State College où elle étudie le cinéma. Elle y forme en 1991 le groupe Heavens to Betsy avant de rencontrer Carrie Brownstein avec laquelle elle fonde Sleater-Kinney.

## Carrière musicale

### Heavens to Betsy
Heavens to Betsy est fondé en 1991 par Corin Tucker et Tracey Sawyer. Il s'agit d'un groupe important dans les débuts du mouvement riot grrrl. Il a enregistré plusieurs disques sur des labels indépendants, dont un aux côtés de Bratmobile, autre groupe fondateur du mouvement. Avec Heavens to Betsy Corin Tucker prend part en 1995 à la compilation Free to Fight, album et manifeste féministe auquel participe aussi le groupe d'alors de Carrie Brownstein, Excuse 17. Heavens to Betsy n'enregistre qu'un seul album studio, Calculated, en 1994 sur le label Kill Rock Stars.

### Sleater-Kinney

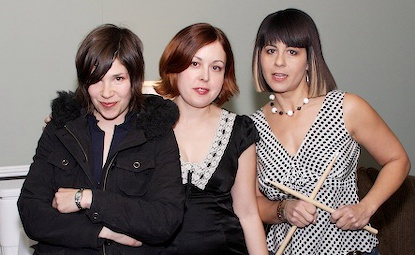
Sleater-Kinney en 2006. Corin Tucker est au centre de la photo

Corin Tucker rencontre Carrie Brownstein dès 1992 au Evergreen State College. En 1994 elles commencent à jouer ensemble, entament en parallèle une brève relation amoureuse et créent Sleater-Kinney. Corin Tucker y assure l'essentiel des voix et y joue de la guitare. Le groupe n'ayant pas de bassiste, Corin Tucker est remarquée pour la façon très basse dont elle accorde souvent sa guitare. En 1996, Janet Weiss rejoint le groupe à la batterie. De 1995 à sa séparation en 2006 le groupe sort sept albums, tous biens reçus par la critique. Il s'établit comme le groupe le plus important issu du mouvement riot grrrl et comme un groupe influent dans le paysage du rock indépendant.
Après une séparation de près de dix ans, les membres du groupe souhaitant se consacrer à de nouveaux projets, Sleater-Kinney se reforme en 2015 avec un nouvel album intitulé No Cities to Love.

### Cadallaca
Pendant sa participation à Sleater-Kinney, Corin Tucker fait aussi partie du groupe Cadallaca sous le surnom de « Kissy ». Décrit comme un girls band aux accents féministes, le groupe est à l'origine de deux albums : Introducing Cadallaca en 1998 sur le label K Records et Out West en 1999 sur le label Kill Rock Stars.

### The Corin Tucker Band
En avril 2010, Corin Tucker annonce un projet d'album solo pour Kill Rock Stars : c'est la création du Corin Tucker Band. Elle est accompagnée dans ce projet par Sara Lund du groupe Unwound et Seth Lorinczi du groupe Circus Lupus. Corin Tucker sort l'album intitulé 1,000 years le 5 octobre 2010. Elle le décrit comme « le disque d'une mère entre deux âges (...). Ce n'est pas le disque que quelqu'un de plus jeune que moi ferait. ». Le groupe sort un second album le 18 septembre 2012, intitulé Kill My Blues. 
Les deux albums ont été bien reçus par la critique : le service en ligne Metacritic leur assigne ainsi un score (basé sur l'agrégation de plusieurs dizaines de critiques) de 76/100 pour 1,000 years et de 78/100 pour Kill My Blues.

## Vie personnelle
Corin Tucker est bisexuelle et a été brièvement en couple avec Carrie Brownstein, comme révélé dans un article du magazine Spin. Elle a épousé le réalisateur Lance Bangs en Islande en juin 2000 et ils ont deux enfants : un garçon, Marshall, né en mars 2001 et une fille, Glory, née en 2008,.